# Garfield: La pel·lícula
Garfield: La pel·lícula (títol original: The Garfield Movie) és una pel·lícula de comèdia animada per computadora basada en la tira còmica de Jim Davis del mateix nom, produïda per Columbia Pictures en associació amb Alcon Entertainment, animada per DNEG Animation i distribuïda per Sony Pictures Releasing. La pel·lícula és dirigida per Mark Dindal, a partir d'un guió de Paul A. Kaplan, Mark Torgove i David Reynolds i estrenada l'any 2024.
Aquesta pel·lícula ha estat estat doblada al català.

## Repartiment
| Personatge   | Actor original    | Actor de doblatge     |
| ------------ | ----------------- | --------------------- |
| Garfield     | Chris Pratt       | Carles Di Blasi       |
| Vic          | Samuel L. Jackson | Joan Carles Gustems   |
| Odie         | Harvey Guillén    | Harvey Guillén        |
| Jinx         | Hannah Waddingham | Maria Moscardó        |
| Otto         | Ving Rhames       | Jordi Boixaderas      |
| Jon Arbuckle | Nicholas Hoult    | Marcel Navarro        |
| Roland       | Brett Goldstein   | Ramon Canals          |
| Nolan        | Bowen Yang        | Roger Isasi-Isasmendi |
| Marge        | Cecily Strong     | Maribel Pomar         |
| Maurice      | Snoop Dogg        | José Luis Mediavilla  |
| Olivia       | Janelle James     | Roser Aldabó          |
| Snickers     | Angus Cloud       | Albert Trifol Segarra |
| Liz Wilson   | Dev Joshi         | –                     |